# Atletica leggera ai Giochi della IX Olimpiade - 400 metri piani

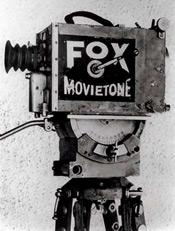
Video della Finale (durata: 0'56")

La competizione dei 400 metri piani di atletica leggera ai Giochi della IX Olimpiade si tenne i giorni 2 e 3 agosto 1928 allo Stadio Olimpico di Amsterdam.

## L'eccellenza mondiale
| Primatista europeo   | 47"6 1924   | Eric Liddell    | Ritir. 1925  |
| Primatista mondiale  | 47"0 (440y) | Emerson Spencer | 5° ai Trials |
| Vincitore Trials USA | 48"0        | Ray Barbuti     | Presente     |

1. ↑  Stabilito il 12 maggio 1928.

## Risultati

### Turni eliminatori
| 15 Batterie        | 2 agosto | 50 iscritti    | Si qualificano i primi 2. |
| 6 Quarti di finale | 2 agosto | 30 concorrenti | Si qualificano i primi 2. |
| 2 Semifinali       | 3 agosto | 6 + 6          | Si qualificano i primi 3. |
| Finale             | 3 agosto | 6 concorrenti  |                           |

### Batterie
| Pos. | Concorrente         | Nazione     | Tempo |
| ---- | ------------------- | ----------- | ----- |
| 1    | Hermon Phillips     | Stati Uniti | 49"4  |
| 2    | Georges Dupont      | Francia     |       |
| 3    | Zygmunt Weiss       | Polonia     | 50"8  |
| 4    | Rinus van den Berge | Paesi Bassi |       |
| 5    | Víctor Villaseñor   | Messico     |       |

| Pos. | Concorrente      | Nazione     | Tempo |
| ---- | ---------------- | ----------- | ----- |
| 1    | Emil Snider      | Stati Uniti | 50"4  |
| 2    | François Prinsen | Belgio      |       |

| Pos. | Concorrente        | Nazione        | Tempo |
| ---- | ------------------ | -------------- | ----- |
| 1    | Phil Edwards       | Canada         | 49"8  |
| 2    | Georges Krotoff    | Francia        | 50"5  |
| 3    | Jaroslav Vykoupil  | Cecoslovacchia |       |
| 4    | Stefan Kostrzewski | Polonia        | 52"2  |

| Pos. | Concorrente       | Nazione        | Tempo |
| ---- | ----------------- | -------------- | ----- |
| 1    | John Rinkel       | Gran Bretagna  | 50"2  |
| 2    | Johann Bartl      | Cecoslovacchia |       |
| 3    | Émile Langenraedt | Belgio         |       |
| 4    | Feliks Żuber      | Polonia        | 52"6  |

| Pos. | Concorrente        | Nazione     | Tempo |
| ---- | ------------------ | ----------- | ----- |
| 1    | Jochen Büchner     | Germania    | 50"2  |
| 2    | Andries Hoogerwerf | Paesi Bassi |       |

| Pos. | Concorrente    | Nazione     | Tempo |
| ---- | -------------- | ----------- | ----- |
| 1    | Ray Barbuti    | Stati Uniti | 49"8  |
| 2    | Sean Lavan     | Irlanda     |       |
| 3    | Louis Lundgren | Danimarca   |       |
| 4    | Jenő Szalay    | Ungheria    |       |
| 5    | Rudolfo Hannig | Cile        |       |

| Pos. | Concorrente    | Nazione     | Tempo |
| ---- | -------------- | ----------- | ----- |
| 1    | Harry Storz    | Germania    | 50"6  |
| 2    | Harry Broos    | Paesi Bassi |       |
| 3    | Joaquín Miquel | Spagna      |       |

| Pos. | Concorrente      | Nazione       | Tempo |
| ---- | ---------------- | ------------- | ----- |
| 1    | James Ball       | Canada        | 55"8  |
| 2    | Roger Leigh-Wood | Gran Bretagna |       |

| Pos. | Concorrente   | Nazione          | Tempo |
| ---- | ------------- | ---------------- | ----- |
| 1    | Jesús Moraila | Messico          | 55"8  |
| 2    | James Hall    | India Britannica |       |

| Pos. | Concorrente        | Nazione  | Tempo |
| ---- | ------------------ | -------- | ----- |
| 1    | László Barsi       | Ungheria | 55"6  |
| 2    | José Lucílo Iturbe | Messico  |       |

| Pos. | Concorrente         | Nazione     | Tempo |
| ---- | ------------------- | ----------- | ----- |
| 1    | Joe Tierney         | Stati Uniti | 49"8  |
| 2    | Alex Wilson         | Canada      | 49"9  |
| 3    | Klemens Biniakowski | Polonia     | 50"8  |

| Pos. | Concorrente          | Nazione       | Tempo |
| ---- | -------------------- | ------------- | ----- |
| 1    | René Féger           | Francia       | 51"4  |
| 2    | Billy Green          | Gran Bretagna |       |
| 3    | José Vicente Salinas | Cile          |       |

| Pos. | Concorrente        | Nazione     | Tempo |
| ---- | ------------------ | ----------- | ----- |
| 1    | Hermann Geißler    | Austria     | 50"2  |
| 2    | Adriaan Paulen     | Paesi Bassi |       |
| 3    | László Magdics     | Ungheria    |       |
| 4    | Vasilios Stavrinos | Grecia      |       |
| 5    | Fritz Eyschen      | Lussemburgo |       |

| Pos. | Concorrente    | Nazione   | Tempo |
| ---- | -------------- | --------- | ----- |
| 1    | Otto Neumann   | Germania  | 50"6  |
| 2    | Fred Macbeth   | Canada    |       |
| 3    | Charles Stuart | Australia |       |
| 4    | Mór Gerő       | Ungheria  |       |

| Pos. | Concorrente      | Nazione       | Tempo |
| ---- | ---------------- | ------------- | ----- |
| 1    | Reinhold Schmidt | Germania      | 50"0  |
| 2    | Joseph Jackson   | Francia       | 50"6  |
| 3    | John Hanlon      | Gran Bretagna |       |
| 4    | Alfonso García   | Messico       |       |

### Quarti di finale
| Pos. | Concorrente      | Nazione          | Tempo |
| ---- | ---------------- | ---------------- | ----- |
| 1    | Hermon Phillips  | Stati Uniti      | 49"6  |
| 2    | Georges Krotoff  | Francia          |       |
| 3    | Billy Green      | Gran Bretagna    |       |
| 4    | Reinhold Schmidt | Germania         |       |
| 5    | James Hall       | India Britannica |       |

| Pos. | Concorrente    | Nazione     | Tempo |
| ---- | -------------- | ----------- | ----- |
| 1    | Ray Barbuti    | Stati Uniti | 48"8  |
| 2    | Alex Wilson    | Canada      |       |
| 3    | Otto Neumann   | Germania    |       |
| 4    | Georges Dupont | Francia     |       |
| 5    | Jesús Moraila  | Messico     |       |

| Pos. | Concorrente        | Nazione     | Tempo |
| ---- | ------------------ | ----------- | ----- |
| 1    | James Ball         | Canada      | 49"2  |
| 2    | René Féger         | Francia     |       |
| 3    | Emil Snider        | Stati Uniti |       |
| 4    | Andries Hoogerwerf | Paesi Bassi |       |
| 5    | Hermann Geißler    | Austria     |       |

| Pos. | Concorrente        | Nazione       | Tempo |
| ---- | ------------------ | ------------- | ----- |
| 1    | Harry Storz        | Germania      | 49"4  |
| 2    | John Rinkel        | Gran Bretagna |       |
| 3    | Joseph Jackson     | Francia       |       |
| 4    | François Prinsen   | Belgio        |       |
| 5    | José Lucílo Iturbe | Messico       |       |

| Pos. | Concorrente  | Nazione        | Tempo |
| ---- | ------------ | -------------- | ----- |
| 1    | Phil Edwards | Canada         | 49"2  |
| 2    | Harry Broos  | Paesi Bassi    |       |
| 3    | Johann Bartl | Cecoslovacchia |       |
| 4    | Joe Tierney  | Stati Uniti    |       |
| 5    | Sean Lavan   | Irlanda        |       |

| Pos. | Concorrente      | Nazione       | Tempo |
| ---- | ---------------- | ------------- | ----- |
| 1    | Jochen Büchner   | Germania      | 48"6  |
| 2    | László Barsi     | Ungheria      |       |
| 3    | Roger Leigh-Wood | Gran Bretagna |       |
| 4    | Adriaan Paulen   | Paesi Bassi   |       |
| 5    | Fred Macbeth     | Canada        |       |

### Semifinali
| Pos. | Concorrente     | Nazione     | Tempo |
| ---- | --------------- | ----------- | ----- |
| 1    | James Ball      | Canada      | 48"6  |
| 2    | Ray Barbuti     | Stati Uniti | 48"8  |
| 3    | Harry Storz     | Germania    | 49"0  |
| 4    | László Barsi    | Ungheria    | 49"2  |
| 5    | Harry Broos     | Paesi Bassi | 49"9  |
| 6    | Georges Krotoff | Francia     |       |

| Pos. | Concorrente     | Nazione       | Tempo |
| ---- | --------------- | ------------- | ----- |
| 1    | Jochen Büchner  | Germania      | 48"6  |
| 2    | Hermon Phillips | Stati Uniti   | 49"1  |
| 3    | John Rinkel     | Gran Bretagna | 49"1  |
| 4    | Alex Wilson     | Canada        | 49"2  |
| 5    | René Féger      | Francia       | 49"6  |
| 6    | Phil Edwards    | Canada        | 50"2  |

### Finale
Lo statunitense Ray Barbuti conduce tutta la gara in testa, ma negli ultimi metri è in riserva di energie. Mentre si avvicina al traguardo si accorge che il canadese James Ball sta rinvenendo in piena corsa. Il finale è drammatico: Barbuti si getta disperato sulla linea e cade frontalmente sbattendo con la faccia sulla pista. La vittoria è sua con un margine stimato in 20–30 cm.
Quello di Barbuti è l'unico oro individuale vinto da un atleta USA nelle gare su pista di Amsterdam. Di certo, l'apparizione meno brillante della squadra americana su un palcoscenico olimpico.
È ufficializzato solo il tempo del primo classificato.
| Pos.    | Atleta          | Età | Nazione       | Tempo ufficiale | Tempo ufficioso |
| ------- | --------------- | --- | ------------- | --------------- | --------------- |
| Oro     | Ray Barbuti     | 23  | Stati Uniti   | 47"8            |                 |
| Argento | James Ball      | 25  | Canada        |                 | 48"2            |
| Bronzo  | Jochen Büchner  | 23  | Germania      |                 | 48"4            |
| 4       | John Rinkel     | 23  | Gran Bretagna |                 | 48"4            |
| 5       | Harry Storz     | 24  | Germania      |                 | 48"8            |
| 6       | Hermon Phillips | 25  | Stati Uniti   |                 | 49"0            |